# Préjuce Nakoulma
Préjuce Nguimbe Nakoulma (ur. 21 kwietnia 1987 w Wagadugu) – pochodzący z Burkina Faso piłkarz grający na pozycji napastnika.

## Kariera klubowa
Préjuce Nakoulma przed występami w barwach Górnika Zabrze grał w innych polskich klubach, m.in. w Granicy Lubycza Królewska, Hetmanie Zamość, Stali Stalowa Wola, Górniku Łęczna i Widzewie Łódź. W Ekstraklasie zadebiutował 7 sierpnia 2010 roku w meczu Widzewa Łódź z Lechem Poznań. 17 lipca 2014 został zawodnikiem Mersin İdman Yurdu, z którym podpisał dwuletni kontrakt. W 2016 przeszedł do Kayserisporu. Następnie grał w takich klubach jak: FC Nantes, Çaykur Rizespor i US Orléans, w którym w 2020 zakończył karierę.

## Kariera reprezentacyjna
Préjuce Nakoulma został powołany w skład reprezentacji Burkiny Faso na turniej Pucharu Narodów Afryki w 2012 roku. Powołanie zawdzięcza interwencji prezydenta tego kraju, który będąc pod wrażeniem zapisu wideo z występów Nakoulmy w Polsce z jesieni sezonu 2011/2012, prosił o dołączenie go do reprezentacji podczas zgrupowania w Kamerunie w styczniu 2012 roku. W 2013 został powołany na kolejny Puchar Narodów Afryki, gdzie wraz ze swoją reprezentacją zajął drugie miejsce. Wystąpił w finale, zagrał 90 minut, był jednym z najlepszych zawodników na boisku, jednak jego postawa nie wystarczyła na odniesienie tak wielkiego sukcesu. Burkina Faso przegrała z Nigerią, dla której jedyną bramkę zdobył Sunday Mba w 40 minucie spotkania.

## Statystyki kariery
(aktualne na dzień 22 maja 2018)
| Klub                 | Sezon              | Liga               | Liga  | Liga   | Puchar krajowy | Puchar krajowy | Europa | Europa | Suma  | Suma   |
| Klub                 | Sezon              | Liga               | Mecze | Bramki | Mecze          | Bramki         | Mecze  | Bramki | Mecze | Bramki |
| -------------------- | ------------------ | ------------------ | ----- | ------ | -------------- | -------------- | ------ | ------ | ----- | ------ |
| Stal Stalowa Wola    | 2007/08            | II liga            | 16    | 0      | 0              | 0              | –      | –      | 16    | 0      |
| Hetman Zamość        | 2007/08            | III liga           | 14    | 7      | 0              | 0              | –      | –      | 14    | 7      |
| Górnik Łęczna        | 2008/09            | I liga             | 27    | 8      | 3              | 0              | –      | –      | 30    | 8      |
| Górnik Łęczna        | 2009/10            | I liga             | 29    | 4      | 0              | 0              | –      | –      | 29    | 4      |
| Widzew Łódź (wyp.)   | 2010/11            | Ekstraklasa        | 8     | 1      | 0              | 0              | –      | –      | 8     | 1      |
| Górnik Łęczna        | 2011/12            | I liga             | 5     | 3      | 0              | 0              | –      | –      | 5     | 3      |
| Górnik Zabrze (wyp.) | 2011/12            | Ekstraklasa        | 25    | 9      | 1              | 0              | –      | –      | 26    | 9      |
| Górnik Zabrze        | 2012/13            | Ekstraklasa        | 28    | 5      | 1              | 0              | –      | –      | 29    | 5      |
| Górnik Zabrze        | 2013/14            | Ekstraklasa        | 34    | 10     | 3              | 0              | –      | –      | 37    | 10     |
| Mersin İdman Yurdu   | 2014/15            | Süper Lig          | 31    | 6      | 3              | 0              | –      | –      | 34    | 6      |
| Mersin İdman Yurdu   | 2015/16            | Süper Lig          | 27    | 6      | 4              | 1              | –      | –      | 31    | 7      |
| Kayserispor          | 2016/17            | Süper Lig          | 13    | 2      | 0              | 0              | –      | –      | 13    | 2      |
| FC Nantes            | 2016/17            | Ligue 1            | 11    | 6      | 0              | 0              | –      | –      | 11    | 6      |
| FC Nantes            | 2017/18            | Ligue 1            | 18    | 3      | 0              | 0              | –      | –      | 18    | 3      |
| Ogólnie w karierze   | Ogólnie w karierze | Ogólnie w karierze | 286   | 70     | 15             | 1              | 0      | 0      | 301   | 71     |